# Ned Crabb
Pour les articles homonymes, voir Crabb.
Ned Crabb, né en 1939 à Greensboro, en Alabama, est un journaliste et un écrivain américain de roman policier.

## Biographie
Il fait ses études à l'université de Miami. Il y obtient une licence d'histoire et devient journaliste, d'abord au Miami Herald et au The Miami News, puis au New York Daily News et au Wall Street Journal à New York. 
En 1978, il fait paraître La Bouffe est chouette à Fatchakulla (Ralph or What's Eating the Folks in Fatchakulla County), qui raconte l'enquête délirante et farcie d'humour noir d'un shérif de Floride du comté fictif de Fatchakulla qui tente de démasquer un tueur en série qui lacère et déchiquette ses victimes.
En 1993, il est finaliste pour l'American Society of Newspaper Editors Award.
Ce n’est qu’en 2014 qu’il publie son second roman policier : Meurtres à Willow Pond (Lightning Strikes), qui se déroule cette fois au bord des lacs du Maine, dans le milieu des guides de pêche et de leurs clients. Selon l'éditeur français, Ned Crabb et son épouse passent la plupart de leurs vacances dans cette région, bien qu'ils résident à New York. Les enquêteurs amateurs du roman sont justement un couple de retraités, ayant eu deux filles ... tout comme Ned Crabb et son épouse.

## Œuvre
- Ralph or What's Eating the Folks in Fatchakulla County (1978) Publié en français sous le titre La Bouffe est chouette à Fatchakulla, traduit par Sophie Mayoux, Paris, Gallimard, Série noire no 1786, 1980 ; réédition Carré noir no 574, 1985 ; réédition Folio Policier no 515, 2008
- Lightning Strikes (2014) Publié en français sous le titre Meurtres à Willow Pond, traduit par Laurent Bury, Paris, Gallmeister, coll. « Noire », 2016 (ISBN 978-2-35178-108-1) ; réédition, Paris, Gallmeister, coll. « Totem » no 96, 2018  (ISBN 978-2-35178-636-9)

## Sources
- Claude Mesplède et Jean-Jacques Schleret, SN Voyage au bout de la noire, Paris, Futuropolis, 1982, p. 93.
- Les Auteurs de la Série Noire, 1945-1995, collection Temps noir, Joseph K., 1996, (avec Claude Mesplède), p. 111.